# نقد مصدري (دراسات كتابية)
يقدم الكتاب المقدس ثلاثة أسباب رئيسية للاعتقاد بأنه وصل إلينا بشكل معدّل. فهذا ما تقوله بعض المواضع فيه وأحيانا يخبر الكاتب أنه استعمل كتابات أخرى بدون تحديد الطريقة. توجد أيضًا بعض المواد المشتركة بين أكثر من كتاب. وتميزت حضارة عصر العهد القديم بأنها قبلية فهناك قصص وأغاني وأفكار قبلية، لذا من الطبيعي أن يستخدم المؤلفون مواد تقليدية وصلت إليهم وأن يُعدلوها لتتناسب مع احتياجات عصرهم.
طوّر الباحثون عدّة معايير لتمييز وجود تلك المصادر إذا ما استعملها كاتب. وهذا ما يسمى النقد المصدري.